# Just for Love
Just for Love —  четвёртый студийный альбом американской рок-группы Quicksilver Messenger Service, выпущенный в августе 1970 года. Большинство песен в альбоме написаны Четом Пауэрсом, более известным как Дино Валенте.
| Оценки критиков          | Оценки критиков |
| Источник                 | Оценка          |
| ------------------------ | --------------- |
| Allmusic                 | [ 1 ]           |
| Christgau's Record Guide | B−              |

## Список композиций
Первая сторона
Слова и музыка всех песен — Чет Пауэрс, за исключением отмеченных.
| №  | Название                 | Автор(ы)       | Длительность |
| -- | ------------------------ | -------------- | ------------ |
| 1. | «Wolf Run (Part 1)»      |                | 1:12         |
| 2. | «Just for Love (Part 1)» |                | 3:00         |
| 3. | «Cobra»                  | Джон Чиполлина | 4:23         |
| 4. | «The Hat»                |                | 10:36        |

Вторая сторона
| №                   | Название                 | Длительность |
| ------------------- | ------------------------ | ------------ |
| 1.                  | «Freeway Flyer»          | 3:49         |
| 2.                  | «Gone Again»             | 7:17         |
| 3.                  | «Fresh Air»              | 5:21         |
| 4.                  | «Just for Love (Part 2)» | 1:38         |
| 5.                  | «Wolf Run (Part 2)»      | 2:10         |
| Общая длительность: | Общая длительность:      | 39:50        |

## Участники записи
- Чет Пауэрс ― гитара, вокал, флейта, конга
- Гэри Дункан ― гитара, бэк-вокал, бас, маракас
- Джон Чиполлина ― слайд-гитара, бэк-вокал, электрогитара
- Дэвид Фрайберг ― бас, гитара, бэк-вокал
- Грег Элмор ― ударные
- Ники Хопкинс ― фортепиано

## Чарты
| Год  | Чарт                 | Позиция |
| ---- | -------------------- | ------- |
| 1970 | Billboard Pop Albums | 27      |